# Orgilus comptanae
Orgilus comptanae är en stekelart som beskrevs av Muesebeck 1970. Orgilus comptanae ingår i släktet Orgilus och familjen bracksteklar. Inga underarter finns listade i Catalogue of Life.